# Federación Marfileña de Deportes Paralímpicos
La Federación Marfileña de Deportes Paralímpicos es el comité paralímpico nacional que representa a Costa de Marfil. Esta organización es la responsable de las actividades deportivas paralímpicas en el país. Es miembro del Comité Paralímpico Internacional y del Comité Paralímpico Africano.